# إدفا
قرية إدفا هي إحدى القرى التابعة لمركز سوهاج بمحافظة سوهاج في جمهورية مصر العربية. حسب إحصاءات سنة 2006، بلغ إجمالي السكان في إدفا 32659 نسمة، منهم 16840 رجل و15819 امرأة.